# Pararhytiphora dispar
Pararhytiphora dispar är en skalbaggsart som först beskrevs av Blackburn 1894.  Pararhytiphora dispar ingår i släktet Pararhytiphora och familjen långhorningar. Inga underarter finns listade i Catalogue of Life.